# احمد الشموطی
احمد الشموطی (انگلیسی: Ahmed El-Shamouty؛ زادهٔ ۷ مارس ۱۹۶۲) بازیکن والیبال اهل مصر بود.